# Anatol Josepho
Anatol Marco Josepho (narozen jako Anatolij Markovič Jozefovič, rusky Анатолий Маркович Йозефович; 31. března 1894 Tomsk – 16. prosince 1980 San Diego) byl americký vynálezce ruského původu, který v roce 1925 vynalezl a patentoval fotografický automat. V roce 1927 za svůj vynález dostal zaplaceno jeden milion dolarů.

## Život a dílo
Narodil se jako syn zlatníka a jako dítě se zajímal o fotoaparáty. Ve svých 15. letech odcestoval do Berlína, kde pracoval ve fotografickém ateliéru. V roce 1912 se poprvé navštívil Spojené státy, ale nebyla pro něj žádná práce a tak se vrátil do Evropy. V Budapešti si otevřel vlastní studio. Na začátku první světové války byl v Maďarsku internován. V roce 1918 došel během ruské občanské války do Mandžuska. V roce 1921 si otevřel ateliér v Šanghaji, který o dva roky později prodal, aby znovu zkusil štěstí v USA.
Od roku 1921 si změnil jméno na Anatol Josepho a v roce 1923 emigroval do Spojených států.
Ze Seattlu přišel přes San Francisco a Hollywood, kde se seznámil s tamním kinem, až do New Yorku. Tam se mu podařilo získat díky přátelům a příbuzným částku 11 000 amerických dolarů s cílem realizovat jeho představu vlastního fotografického automatu. Dne 27. března 1925 podal patent, který mu byl přiznán 7. června 1927. Za vypůjčené peníze postavil v září 1925 první prototyp fotoautomatu, který byl v jeho studiu na Broadwayi. Svůj fotoautomat a zároveň i společnost pojmenoval Photomaton.
V automatu mohl zákazník po vložení čtvrt dolaru během osmi minut získat osm fotografií. O portréty byl obrovský zájem, za den se přišlo vyfotografovat 2 000 zákazníků. V červenci 1926 se Anatol Josepho oženil s herečkou Hannah Belle Kehlmann, se kterou měli později dva syny. Společnost byla tak úspěšná, že Josepho mohl v březnu 1927 (tj. před udělením patentu) prodat americká práva za 1 milion dolarů. Práva na Photomaton prodal konsorciu vedené Henrym Morgenthauem a polovinu peněz věnoval na charitativní účely. Nadále pracoval jako technický poradce a viceprezident rychle se rozvíjející společnosti Photomaton Incorporated. Úspěch Photomatonu dosáhl Josepho hlavně tím, že postavil kabinu, kterou uzavřel ze všech stran kromě čelní strany, která však byla také zakrývací. Mnoho prvních Photomatonů bylo umístěno v obchodních domech. Aby zábleskové světlo automatu příliš nenarušovalo prodej, opatřil Josepho přední stranu kabiny závěsem. Tato "izolace" při fotografování přinesla Photomatonu úspěch. Později se závěsy staly nedílnou součástí všech fotografických automatů.
Později se přestěhoval do Kalifornie, kde pokračoval jako vynálezce. V roce 1941 daroval americkým skautům pozemek na Santa Monice o výměře asi 100 akrů v celkové hodnotě 55 milionů amerických dolarů, dnešní Camp Josepho. Krátce před svou smrtí v roce 1980 mu byl udělen čestný doktorát na Izraelském technologickém institutu Technion v Haifě.
Josepho zemřel ve věku 86 let na mozkovou mrtvici.